# Tavola Rotonda (etichetta discografica)
La Tavola Rotonda fu una casa discografica italiana attiva nella prima metà degli anni sessanta.

## Storia della Tavola Rotonda
La Tavola Rotonda venne fondata alla fine del 1959 da Nanni Ricordi.
Visto il successo riscosso dagli artisti lanciati dal discografico con la Dischi Ricordi (Giorgio Gaber, Gino Paoli, Ornella Vanoni, Umberto Bindi), Nanni Ricordi decise di creare una casa discografica con l'obiettivo di lanciare esclusivamente nuovi autori, da girare poi, in caso di successo, alla casa madre: e fu così che incisero i primi dischi da solisti Sergio Endrigo, Ricky Gianco (ancora con il suo vero cognome, come Ricky Sanna) ed Enzo Jannacci.
La sede dell'etichetta era in piazza Sant'Erasmo 3 a Milano, e la distribuzione era curata dalla casa madre.

## I dischi pubblicati
Tabella cronologico delle pubblicazioni dell'etichetta

### 45 giri
| Numero di catalogo | Anno          | Interprete                              | Titoli                                                 |
| ------------------ | ------------- | --------------------------------------- | ------------------------------------------------------ |
| T 70001            | 1960          | Sergio Endrigo                          | Bolle di sapone/Alle quattro del mattino               |
| T 70002            | 1960          | I Menestrelli                           | Blue Moon/El Charlatan                                 |
| T 70003            | 1960          | Wanna Ibba                              | Perché non sono un angelo/Yes                          |
| T 70004            | 1960          | Ricky Sanna                             | Dubbi/Distrattamente                                   |
| T 70005            | 1960          | Sergio Endrigo                          | I tuoi vent'anni/Chiedi al tuo cuore                   |
| T 70007            | 1960          | Giasba                                  | Nun me vuo' bbene/Palomma                              |
| T 70008            | 1961          | Ricky Sanna                             | Le tue piccole mani/Are you sure                       |
| T 70009            | 4 luglio 1961 | Alberto Bruno                           | Tempo/Quelli che si divertono                          |
| T 70009            | 1961          | Ricky Sanna (con Gino Paoli sul lato A) | Come un bambino/Mi tufferò con te                      |
| T 70010            | 1961          | Alberto Testa                           | Vestita di rosso/Storia d'amore                        |
| T 70011            | 1961          | Sergio Endrigo                          | La brava gente/Espoirs de printemps                    |
| T 70012            | 1961          | Ricky Sanna                             | Si chiudono le scuole/Vedi vedi vedi (quella stellina) |
| T 70013            | 1961          | Enzo Jannacci                           | Il tassì/L'ombrello di suo fratello                    |
| T 70014            | 1961          | Enzo Jannacci                           | Passaggio a livello/Il giramondo                       |
| T 70015            | 1961          | Giasba                                  | Invidiosa/Mi temi                                      |

### EP
| Numero di catalogo | Anno | Interprete     | Titoli                                                              |
| ------------------ | ---- | -------------- | ------------------------------------------------------------------- |
| ET 70001           | 1962 | Sergio Endrigo | I tuoi vent'anni/Chiedi al tuo cuore/La brava gente/Bolle di sapone |

### 45 giri pubblicati comeRound Table
L'etichetta pubblicò anche alcuni 45 giri usando la denominazione in inglese Round Table, usando però lo stesso logo; si tratta per lo più di stampe italiane di autori esteri, con qualche eccezione come Ricky Gianco e Luigi Tenco (che però si spacciava per straniero, usando lo pseudonimo Gordon Cliff ed incidendo in inglese)
| Numero di catalogo | Anno | Interprete               | Titoli                                          |
| ------------------ | ---- | ------------------------ | ----------------------------------------------- |
| RT 0011            | 1960 | Gordon Cliff             | Tell Me That You Love Me/Love Is Here to Stay   |
| RT 0021            | 1961 | Ricky Gianco e un altro  | Come un bambino/Mi tufferò con te               |
| RT 0025            | 1961 | The Eddie Thomas Singers | Summertime/Spring Is Here                       |
| RT 0028            | 1961 | Joe Reisman              | The Guns Of Navarone/Yassu                      |
| RT 0038            | 1962 | Joe Reisman              | Jean's Song/Our Summer Love                     |
| RT 0041            | 1962 | Janie Grant              | Unhappy Birthday/I Wonder Who's Kissing You Now |
| RT 0044            | 1962 | The Belmonts             | Hombre/I Confess                                |